# 나쁜 놈일 수록 잘 잔다
나쁜 놈일 수록 잘 잔다(일본어: 悪い奴ほどよく眠る, The Bad Sleep Well)는 일본에서 제작된 구로사와 아키라 감독의 1960년 드라마, 스릴러 영화이다. 미후네 도시로 등이 주연으로 출연하였고 구로사와 아키라 등이 제작에 참여하였다.
제11회 베를린 국제영화제에 출품되었다.

## 출연

### 주연
- 미후네 도시로
- 모리 마사유키

### 조연
- 카가와 쿄코
- 미하시 타츠야
- 시무라 타카시
- 니시무라 코우
- 카토 타케시
- 후지와라 카마타리
- 류 치슈
- 미야구치 세이지
- 미츠이 코지
- 미츠다 켄
- 나카무라 노부오
- 후지타 스스무
- 난바라 코지
- 시미즈 겐
- 타지마 요시후미
- 마츠모토 센쇼
- 츠키야 요시오
- 사잔카 큐
- 스가이 킨
- 카하라 나츠코
- 타시로 노부코
- 이치노미야 아츠코
- 히구치 토시코
- 콘도 준
- 사다 유타카
- 사와무라 이키오
- 요코모리 히사시
- 타나카 쿠니
- 사쿠라이 쿄로
- 시미즈 료지
- 우부카타 소지
- 츠치야 시로
- 오자와 쿄코
- 우에노 아케미
- 미네오카 히로미

## 제작진
- 미술: 무라키 요시로
- 의상: 쿠리하라 쇼지